# Haplogryllacris deminuta
Haplogryllacris deminuta är en insektsart som först beskrevs av Brunner von Wattenwyl 1888.  Haplogryllacris deminuta ingår i släktet Haplogryllacris och familjen Gryllacrididae. Inga underarter finns listade i Catalogue of Life.